# Aeroportul Killaloe/Bonnechere
Aeroportul Killaloe/Bonnechere (IATA: YXI, ICAO: CYXI) este un aeroport din Ontario, Canada.
Situat la o altitudine de 181 m, aeroportul dispune de o singură pistă.